# Mary Kingdon Heslop
Mary Kingdon Heslop (1885-1955) est une géologue et géographe anglaise née en Égypte. L'une des premières femmes à travailler en sciences à Londres, pionnière de l'utilisation de la photomicrographie couleur, elle fait partie des premières femmes membres de la Société géologique de Londres et la première femme chargée de cours en géographie à l'université de Leeds.

## Biographie
Mary Kingdon Heslop naît et grandit en Égypte. Elle est diplômée en physique et géologie de l'Armstrong College de Durham (en) en 1906 et y est ensuite chargée de recherche. En 1909, elle obtient un master of science en 1909 pour son travail sur la pétrologie ignée (en). Mary Kingdon Heslop s'y illustre en étant pionnière dans l'utilisation de la photomicrographie couleur. Elle publie plusieurs articles sur les dykes ignés du nord de l'Angleterre. Après être devenue démonstratrice à Newcastle, l'un des premiers emplois ouverts aux femmes en science à l'époque, elle déménage au Bedford College de Londres sous la direction de Catherine Alice Raisin (en),.

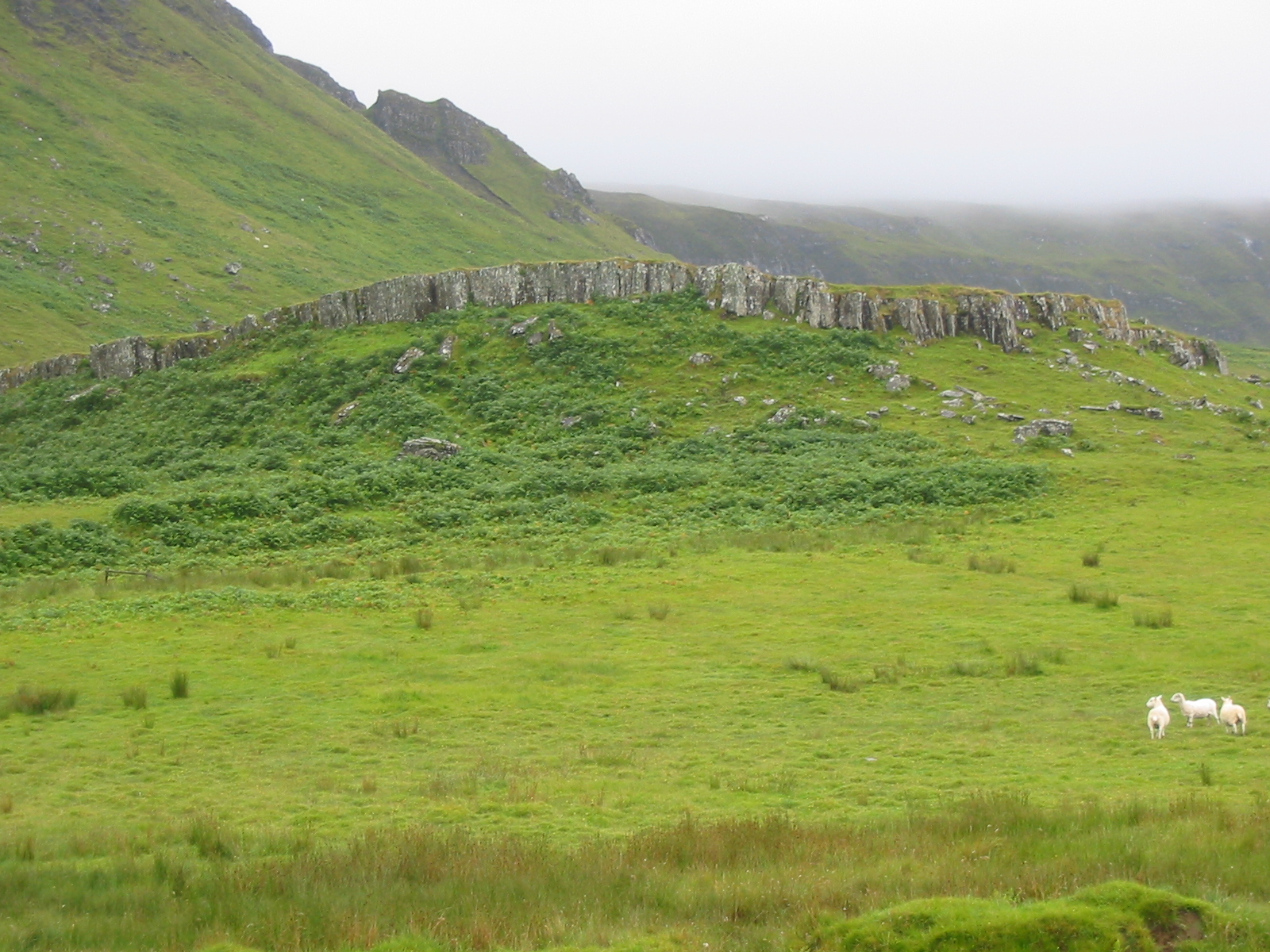
Exemple d'un dyke, ici mis au jour par l’érosion différentielle sur l'île de Mull en Écosse.

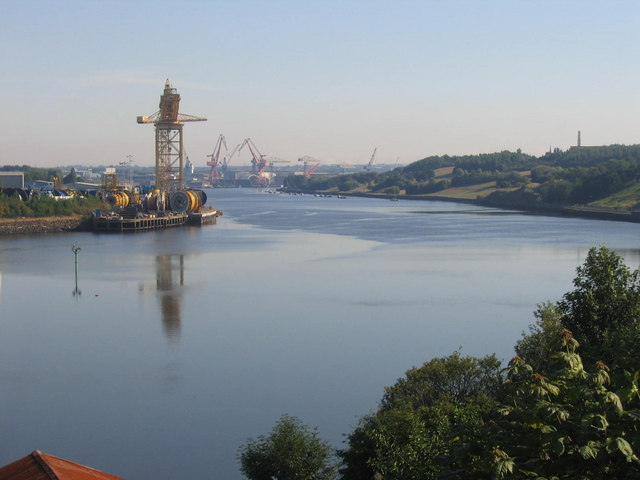
La Tyre à Bill Quay.

Face au manque d'opportunités de carrière en géologie, Heslop obtient un diplôme de troisième cycle en géographie économique et politique à l'université d'Oxford en 1916. Elle enseigne à la Newcastle upon Tyne Church High School (en) de Newcastle de 1916 à 1921 environ. Ses recherches portent sur le commerce de la Tyne. De 1920 à 1922 environ, elle est chargée de cours adjointe en géographie à l'université de Leeds. De 1923 à 1950, elle est une chargée de cours à temps très appréciée au Kenton Lodge Teacher Training College à Newcastle.
Heslop est membre actif des comités de l'Association géographique à Newcastle et Leeds.

## Hommages
- Le 3 décembre 1919, elle est élue Fellow de la Geological Society of London, l'une des premières à recevoir cet honneur[7],[8].
- Elle fait partie des « femmes en science » mises en avant par des illustrations par l'université de Newcastle en 2018[9].

## Publications
- (en) Mary Kingdon Heslop, « On some elementary forms of crystallisation in the igneous dykes of Northumberland and Durham » [« Sur certaines formes élémentaires de cristallisation dans les dykes ignés de Northumberland et Durham »], Proceedings of the University Of Durham Philosophical Society, vol. 3,‎ 1908, p. 37-46
- (en) Mary Kingdon Heslop et J. A. Smythe, « The Dyke at Crookdene (Northumberland) and its Relations with the Collywell, Tynemouth and Morpeth Dykes » [« La digue de Crookdene (Northumberland) et ses relations avec les digues de Collywell, Tynemouth et Morpeth. »], Quarterly Journal of the Geological Society of London, vol. 66,‎ 1910, p. 1-18
- (en) Mary Kingdon Heslop, « A preliminary note on the uniaxial augites of the north of England igneous dykes » [« Une note préliminaire sur les augites uniaxes des dykes ignés du nord de l'Angleterre. »], Proceedings Of The University Of Durham Philosophical Society, vol. 4,‎ 1912, p. 172-174
- (en) Mary Kingdon Heslop et R. C. Burton, « The tachylite of the Cleveland dyke » [« La tachylite du dyke de Cleveland »], Geological Magazine of London, vol. 9,‎ 1912, p. 60-69
- (en) Mary Kingdon Heslop, « The Trade of the Tyne » [« Le commerce de la Tyne »], The Geographical Teacher, vol. 10, no 1,‎ 1919, p. 12-20'

## Biographie
- (en) « Obituary - Mary Kingdon Heslop », Proceedings of the Geological Society of London,‎ 1955, p. 139–140
- Elizabeth Baigent et André Reyes Novaes, Geographers : biobibliographical studies. Volume 38, 2020 (ISBN 978-1-350-12799-9, 1-350-12799-X et 1-350-12798-1, OCLC 1130905016, lire en ligne)